# Fundació Abegg
La Fundació Abegg, en alemany Abegg-Stiftung, és un museu i centre de restauració de tèxtils antics situat al territori del municipi bernès de Riggisberg, Suïssa.

## Història
Werner i Margaret Abegg decideixen, a la dècada de 1950, llegar la seva casa i la seva col·lecció de teixits per convertir-la en una fundació i un museu. Aquesta última es va obrir el 1961.

## Col·leccions
El museu de la Fundació inclou col·leccions de tèxtils de diverses regions d'Europa, de l'Orient Mitjà, així com de la Ruta de. Les dates dels teixits exposats abasten des del segle IV al segle xvii.

## Restauració
La Fundació Abegg també inclou un centre per a la restauració de teixits antics i formació en aquesta feina. És una dels quatre únics centres suïssos que permet la formació en l'àmbit universitari en aquest camp i que compleix les recomanacions de l'ECCO (European Confederation of Conservator-Restorers 'Organization),.
Classificat com a bé cultural d'importància nacional, el museu també és un lloc de simposis i conferències sobre temes tèxtils.